# 穂高工業所

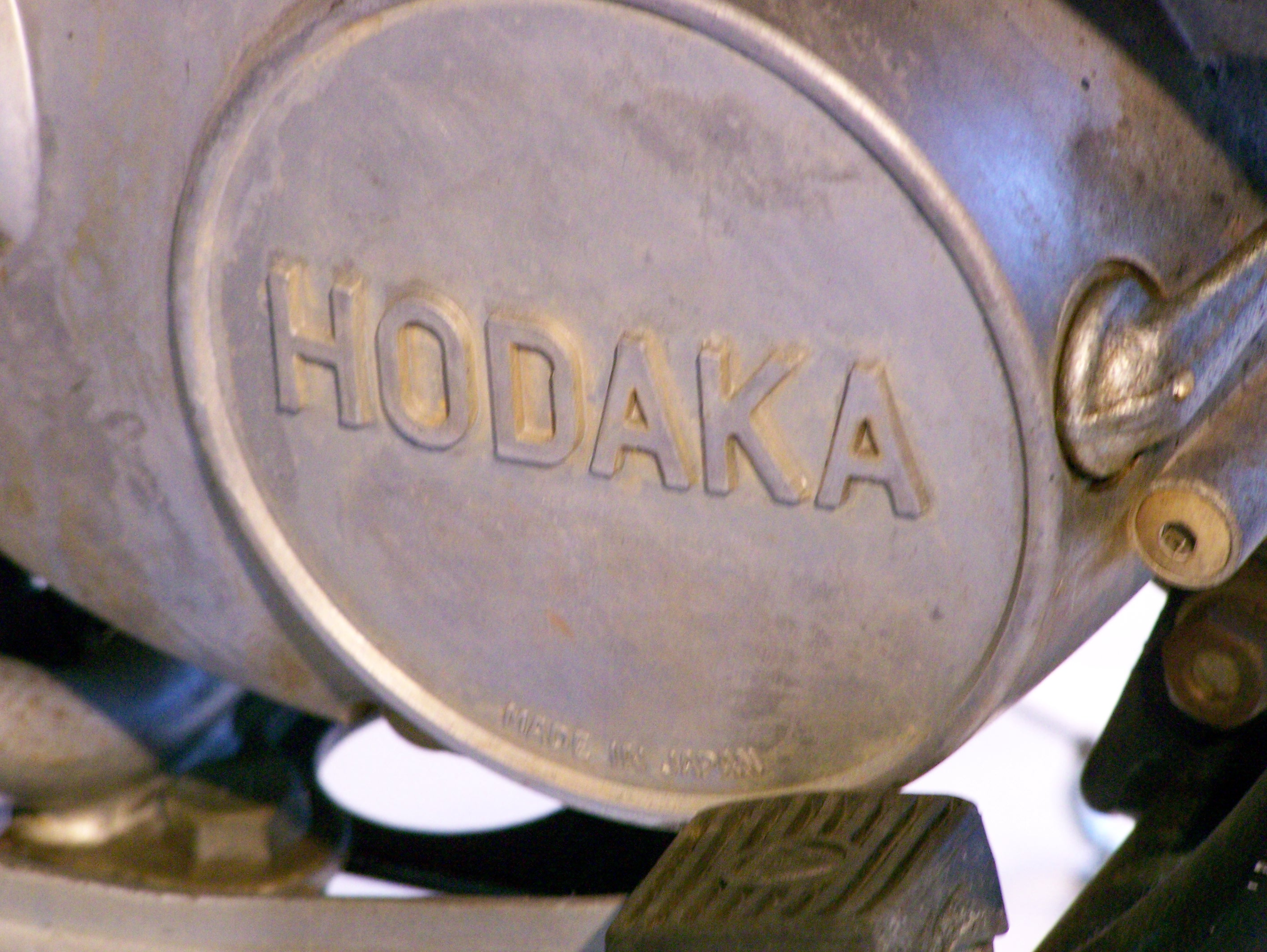

株式会社穂高工業所（ほだかこうぎょうしょ）は、かつて愛知県名古屋市に存在していた日本のオートバイメーカーである。ホダカのブランドでオートバイを生産していた。

## 概要
会社の設立は1950年（昭和25年）。当初は自動車用トランスミッションのメーカーだったが、やがてバイク用エンジンの製造を始め、東京の山口自転車や名古屋のトヨモータースなどにエンジンやトランスミッションを納入していた。ただし、歯車などの重要部分を除く部品の80%は外注であり、穂高工業所自身はそれらの外注部品を自社工場で組み立てて製品とするアッセンブリメーカーであった。名古屋市南区の本社工場以外にも名古屋市内の数箇所に工場を持ち、他にも農業用2サイクルエンジンを豊田自動織機や三菱重工名古屋製作所に納入していた。
1953年、名古屋近辺で開催された名古屋TTレースに出場するため、自社製のOHV単気筒150ccエンジンを搭載した完成車を製作した。しかしレースでは出場した3台とも完走することができず、この時の完成車も市販に移されることはなかった。
1954年ごろから一時は150社を数えたオートバイメーカーの淘汰が始まり、穂高工業所の取引先であったトヨモータース、ロケット商会、北川自動車などの倒産・廃業が相次いだ。しかし穂高工業所の最も大きな納品先であった山口自転車はそんな中でも健闘しており、最盛時には山口自転車に月4000台のエンジンを納入した。これは当時の穂高工業所の全生産台数の7割を占める数字であった。
名古屋に乱立していたバイクメーカーが次々と消えていく中でも穂高工業所は数少ない生き残ったメーカーとなっていたが、1963年、頼みの山口自転車が突然倒産してしまった。大量のストックの納品先を突然失った穂高工業所は台湾にこれらを輸出してストックを処分すると同時に、山口自転車に代わる新たな取引先を探し始めた。そんな穂高工業所に救いの手を差し伸べたのが、アメリカで山口自転車のオートバイを輸入販売していたシェル石油出資の輸入商社である PABATCO （Pacific Basin Trading Company 、太平洋沿岸商社）であった。販売網だけを残して突然売るべきオートバイを失ってしまったPABATCOは、山口自転車のオートバイのエンジンとトランスミッションを作っていた穂高工業所に完成車体の生産を持ちかけたのである。

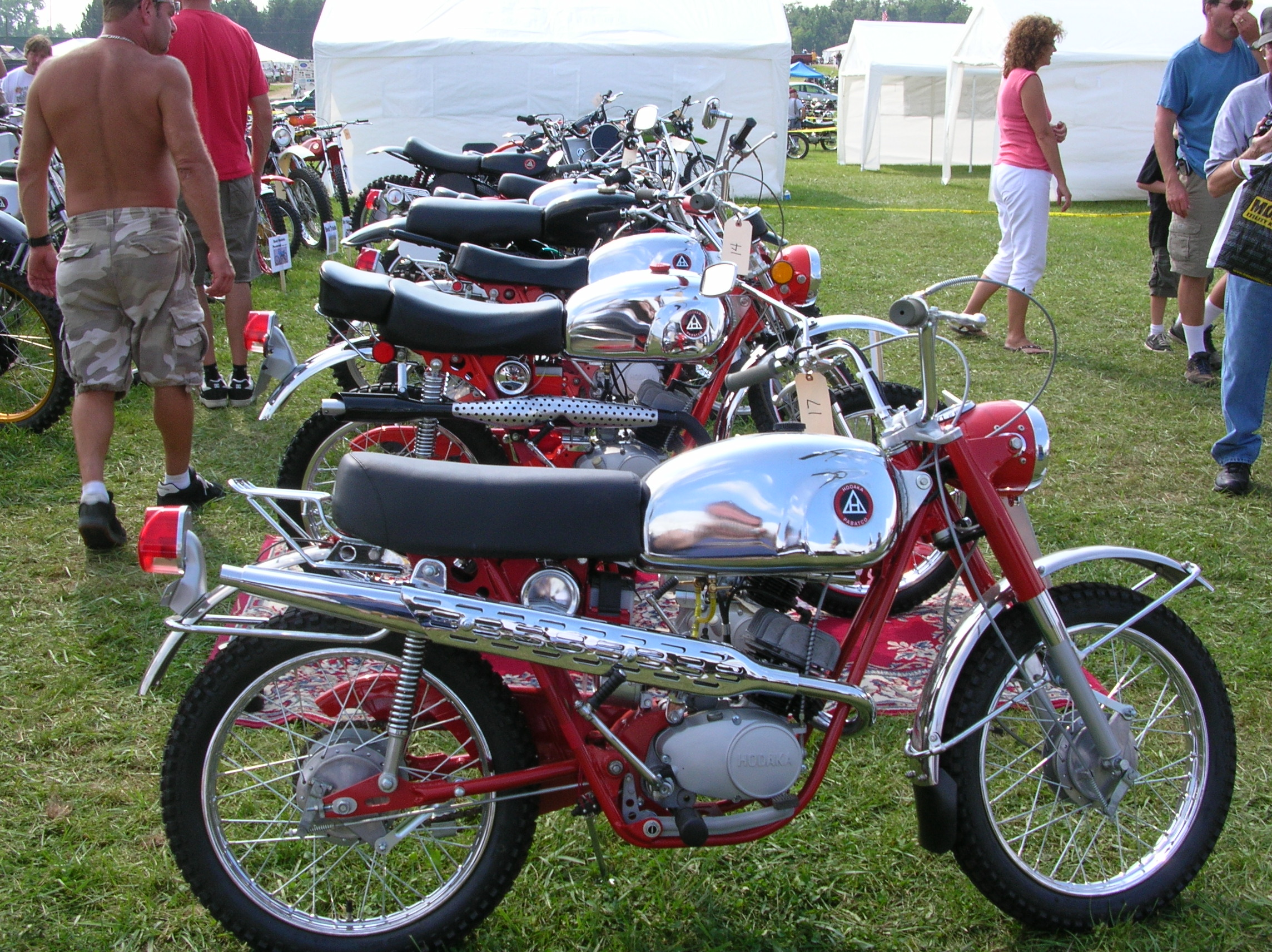
ホダカ ACE90

こうして1964年に穂高工業所とPABATCOの共同開発による一号車であるホダカ ACE90 （空冷2サイクル単気筒90cc、8.2馬力）が完成し、5月には名古屋港からアメリカに渡った。ACE90はワイドレシオの4段トランスミッションを持つトレールバイクで、軽量な車体とパワフルなエンジンを活かして高い悪路走破性を発揮した上に市街地走行にも適した高性能なモデルだった。また部品も高品質な物が使われており、耐久性も高かった。これらの要素がアメリカのユーザーに受け入れられ、他社製品に比べて高価であったにもかかわらず次第にファンを増やしていき、1966年には生産台数1万台を達成した。
1967年にはACE90の排気量を98ccにした ACE100 を発売。ホダカは高いパーツ互換性を持っており、初期型のACE90でも各部のパーツを最新の物に交換することでACE100と同等のスペックにすることが可能だった点も、アメリカで人気を博した理由のひとつだった。
ホダカは手頃な排気量に加えて手を入れるには好都合なシンプルなメカニズムであったことからレース用のベース車としても好評で、モトクロスからロードレースまであらゆるカテゴリの入門用バイクとして選ばれ、PABATCOも豊富なキットパーツを用意していた。1968年にデイトナで行われたロードレースでは、トレールバイクであるにもかかわらず100ccクラスでは大差で優勝、125ccクラスでも4位に入るという大活躍を見せて話題となった。PABATCOでは多くのホダカが購入と同時にレース用に改造されるのを見て1969年にモトクロッサーの 100 Super Rat を、1970年にはACE100にモトクロス装備を装着した ACE100B を発売した。こうしてACE90をベースとしたモデルは125ccの公道仕様 Wombat シリーズとモトクロッサーの Combat シリーズまで続いた。
1970年代になるとユーザーは次第にもっと大きな排気量、大きなパワーのオートバイを求め始めた。そんなトレールバイク市場に日本の4大メーカー（ホンダ、ヤマハ、スズキ、カワサキ）やヨーロッパのKTMといったメーカーが参入してきた。ホダカも250ccのエンデューロモデル 250ED やトレールモデル 250SL で迎え撃ったが、従来モデル同様に耐久性を重視した結果他社製品に比べて軽快さが失われ、次第に苦戦していく。
そして1977年、PABATCOの親会社であるシェル石油が突然事業の廃止を決定した。第一次オイルショックの影響による事業整理が理由だった。最大の市場を失った穂高工業所は完成していたストックをやむなく日本国内で販売するが、日本では運輸省の型式認定を受けていなかったために公道走行ができず、ごく少数しか売れなかった。
その後、ヨーロッパや韓国のメーカーとの技術提携の話があったがうまくまとまらず、やがてオートレース車用ミッションのメーカーとして再生を図った。その他にも台湾や中国へのエンジン生産援助を企画したがいずれも採算を取ることができず、1991年、全ての業務活動を停止した。
アメリカでは今でもホダカの熱心なファンがおり、すでにオリジナルが手に入らなくなったパーツの製作などの活動をしている。

## 主な製品
- ホダカ ACE 90
- ホダカ ACE 100A
- ホダカ ACE 100B
- ホダカ ACE 100B+
- ホダカ 100 Dirt Squirt
- ホダカ 100 Road Toad
- ホダカ 100 Super Rat
- ホダカ 125 Super Combat

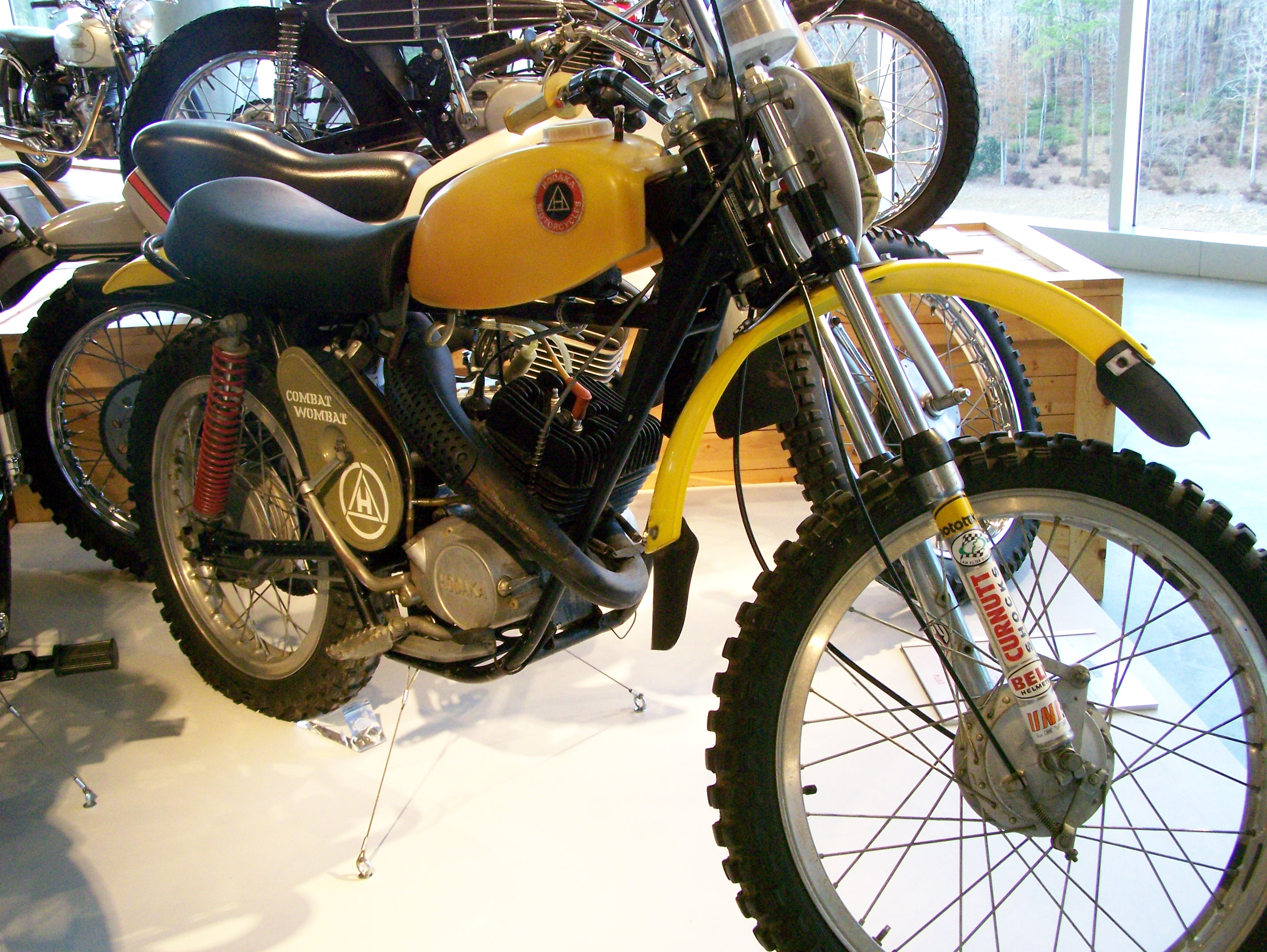
ホダカ 125 Combat Wombat

- ホダカ 125 Combat Wombat
- ホダカ 125 Wombat
- ホダカ 175SL
- ホダカ 250SL
- ホダカ 250ED
- ホダカ 80 Dirt Squirt